# Mario Tribuzio
Mario Tribuzio (Trieste, 4 agosto 1939 – Reggio Emilia, 22 luglio 2010) è stato un calciatore italiano, di ruolo attaccante.

## Carriera
Centravanti cresciuto nella Jesina, nel 1958 passa alla Reggiana. Disputa otto stagioni in Serie B con gli emiliani, il Monza e il Catanzaro, totalizzando 163 presenze e 24 gol. In carriera gioca anche quattro stagioni in Serie C con Lecce e Crotone, con 68 presenze complessive.